# Ahmadou Kourouma
Ahmadou Kourouma (Boundiali, 24. studenoga 1927. – Lyon, 11. prosinca 2003.) francuski je pisac iz Obale Bjelokosti. 

## Život
Rođen je 24. studenog 1927. u gradiću Boundiali na sjeveru Obale Bjelokosti. Pripradnik je Mandinka naroda. Njegov otac pripadao je koloniziranoj eliti jer je radio kao bolničar. Od svoje sedme godine, Kourouma počinje živjeti sa stricem kako bi mogao pohađati školu. Nakon završene osnovne škole, 1947. Kourouma odlazi u Bamako kako bi studirao matematiku, no zbog optužbi da je bio predvodnik studentskog prosvjeda za nezavisnost, Kourouma napušta Mali te se svojevoljno pridružuje vojsci u Indokini gdje ratuje u francuskim redovima od 1950. do 1954. Nakon ratnih iskustava odlazi u Francusku kako bi se doškolovao za statističara u području osiguranja. U Lyonu završava studij te upoznaje svoju buduću ženu Christiane, Francuskinju s kojom će imati dvoje djece, Sophie i Juliena. Godine 1960. vraća se u rodnu zemlju koja je proglasila nezavisnost, no ubrzo ga zabrinjava vladarski režim predsjednika Félixa Houphouëta-Boignyja. Njegove sumnje su se pokazale ispravnima jer je na poticaj vlade Kourouma zatvoren 1963. godine pod izlikom da se urotio protiv naroda i zemlje. No, zahvaljujući braku s Francuskinjom, Kourouma uspijeva izbjeći dugotrajnije zatočenje, no uskraćeno mu je pravo na rad te seli u Alžir gdje ostaje od 1964. do 1969. godine.
Njegov prvi roman na kojem je radio tijekom boravka u Obali Bjelokosti objavljen je 1968. u Montrealu. Godine 1970. vraća se u Obalu Bjelokosti i 4 godine kasnije piše dramski komad Pripovjedač istine koji se učinio i suviše revolucionarnim tadašnjem predsjedniku te šalje njegova pisca u Kamerun gdje mu je osigurao radno mjesto u Međunarodnom institutu za osiguranje. Kourouma u Kamerunu provodi deset godina te se zatim seli u Togo gdje piše Monnè, uvrede i prkos. Književnik ubrzava svoj ritam pisanja nakon odlaska u mirovinu te 1998. objavljuje svoj treći roman U iščekivanju glasova divljih životinja, a već 2000. uslijedio je njegov četvrti uradak Alah nije obvezan. Međutim, 18. rujna 2002. godine u Obali Bjelokosti započinje građanski rat potaknut krizom identiteta njezinih stanovnika te Kourouma obrađuje ovu tematiku u svojem posljednjem romanu, Kada odbijamo kažemo ne, objavljenom postumno.

### Kourouma, umjetnik
Godine 1998. objavljuje U iščekivanju glasova divljih životinja gdje osuđuje afričke diktatore, a 2000. Alah nije obvezan u kojem progovara o građanskim ratovima te unovačenoj djeci. Za ovaj roman dobiva Prix Renaudot i Prix Goncourt des lycéens. Kourouma je autor dramskog komada Pripovjedač istine te nekoliko knjiga za djecu. U svojem posljednjem romanu, Kada odbijamo kažemo ne, nastavlja se na tematiku iz prethodnoga te proširuje tematiku građanskoga rata koja je zadesila i njegovu zemlju. Zahvaljujući svojem književnom uspjehu te jedinstvenom jezičnom izrazu, Kourouma je danas prepoznat kao jedan od najznačajnijih afričkih autora na francuskom jeziku.

### Kourouma, političar
Njegov politički nazor vidljiv je i u drugim romanima, pa je tako roman Sunca nezavisnosti bio prvi roman u kojem je Kourouma isticao moralnu odgovornost Afrike po pitanju vlastite nesreće. Pisac ovdje daje kritičan prikaz vladajućih struktura u periodu nakon dekolonizacije zemlje. U romanu Monnè, uvrede i prkos nadograđuje kritiku kolonizacije te prikazuje interkulturalne sukobe u Africi, dok u romanu U iščekivanju glasova divljih životinja osuđuje afričke diktatore. Između ostalih državnih poglavara, u ovom romanu lako možemo prepoznati vođu države Togo Gnassingbé Eyadema. Alah nije obvezan nastavlja se na tematiku plemenskih sukoba u Africi te opisuje djecu vojnike. U svojem posljednjem romanu ponovno unosi lik djeteta vojnika koji se vraća u Obalu Bjelokosti te proživljava ratnu situaciju. Nažalost, pisac umire prije nego što je mogao dovršiti knjigu i svjedočiti završetku sukoba u svojoj zemlji.

## Djela[2]

### Drama
- Tougnantigui ili Pripovjedač istine (Tougnantigui ou le Diseur de vérité)

### Romani
- Sunca nezavisnosti (Les Soleils des indépendances)
- Monnè, uvrede i prkos (Monnè, outrages et défis)
- U iščekivanju glasova divljih životinja (En attendant le vote des bêtes sauvages)
- Alah nije obvezan (Allah n’est pas obligé)
- Kada odbijamo kažemo ne (Quand on refuse on dit non)

### Knjige za djecu
- Yacouba, afrički lovac (Yacouba, chasseur africain)
- Vrač, čovjek od riječi (Le griot, homme de parole)
- Lovac, afrički heroj (Le chasseur, héros africain)
- Kovač, čovjek od znanja (Le forgeron, homme de savoir)
- Princ, aktivni baštinik (Prince, suzerain actif)